# Tatiana Embachtova
Tatiana Embachtova, född den 17 januari 1956, är en sovjetisk landhockeyspelare.
Hon tog OS-brons i damernas landhockeyturnering i samband med de olympiska landhockeytävlingarna 1980 i Moskva.